# Коли под наем
Коли под наем (използва се още рент-а-кар или рентакар от англ. rent a car) е услуга, при която моторно превозно средство се отдава срещу заплащане за определен период от време, който може да варира от часове до седмици, месеци, а по изключение и за по-дълъг период. Често се организира с многобройни местни клонове (които позволяват на потребителя да върне превозно средство на друго място) и основно се намира в близост до летища или оживени градски райони. Компаниите, отдаващи коли под наем, обикновено имат и уебсайт, позволяващ онлайн резервации.
Агенциите за отдаване на автомобили обслужват обикновено хора, които се нуждаят от временно превозно средство, например лица, които са в чужд град, или собственици на повредени превозни средства, които очакват ремонт или застрахователно обезщетение. Луксозни автомобили под наем се отдават и за специални събития като сватби или абитуриентски балове.
Освен автомобили, част от фирмите дават под наем и микробуси или камиони, както и други видове превозни средства като мотоциклети или скутери.
Наред с основната си дейност, агенциите обикновено предлагат и допълнителни продукти, като застраховка, навигационни системи за глобално позициониране (GPS), системи за забавление, мобилни телефони, мобилен WiFi, детски седалки и други.

## История на колите под наем

### САЩ
Отдаването на коли под наем е дейност, пряко свързана с Хенри Форд и произвежданият от 1908 година от неговата компания първи масов автомобил Модел-Т. Осем години по-късно, през 1916 година, американецът Джо Саундърс идва до интересна идея – да купи кола, която да дава под наем. Това става, след като брат му, Харис, който е търговски пътник остава временно без кола. В самото начало Джо разполага само с една кола, но след 6 месеца има вече 18 автомобила Модел Т, които са отдавани под наем за по 10 цента на миля. Идеята се приема добре и компанията се разраства, като остава в историята като първата, за която има данни, че се е занимавала с отдаване на коли под наем.
По-късно, през 1919 г., компанията вече разполага с повече от 130 коли Форд Модел Т в гр. Омаха.
През 1919 Саундърс отварят гараж в Канзас Сити; на следващата година те поръчват 100 автомобила Форд от Бирмингам (Алабама) и отварят нов гараж там. През 1926 г. бизнесът им се разраства до толкова, че те вече имат офиси и гаражи в 56 града. През 1955 г. Джо Саундърс продава управлението в Чикаго за $500 000 на компанията Avis. 
Едно от първите препратки към отдаването под наем на автомобил обаче е намерена във вестник „Minneapolis“ от 22 юли 1904 г., където магазин за велосипеди пуска реклама, че предлага коли под наем. 
Както всеки друг бизнес, рент-а-кар компаниите също имат силни и слаби моменти в историята си. По време на Голямата депресия през 30-те години на миналия век, почти всички рентакар фирми фалират и никога повече не се връщат в бизнеса с отдаване на коли под наем. След Втората Световна война всичко се променя и има истински бум на този бизнес. Основната причина е бързото развитие, което претърпяват самолетният и жп транспорта. Компаниите за коли под наем откриват офиси на летищата и жп гарите, услугата е нова, достъпна и удобна. И днес това са най-вероятните места, където може да се намери кола под наем.

### Европа
Компанията Sixt е създадена от Мартин Сикст през 1912 в Мюнхен (Германия) под името Sixt Autofahrten und Selbstfahrer и е най-старата в Европа. През 1912 г. компанията разполага само със 7 коли, а сега има 4000 офиса в 90 страни. Sixt е първата компания, която въвежда разплащането с кредитни карти. Това се случва през 1982 г.

#### България
В България, колите като превозно средство, се появяват 1889 г. На българския пазар участват както големите международни компании за отдаване на автомобили под наем, така и множество български компании като Топ Рент А Кар, опериращи на международно, национално или локално равнище.

## Класове автомобили
Големите компании, предлагащи автомобили под наем, разполагат с парк от няколко десетки хиляди автомобили, които непрекъснато се придвижват между станциите за отдаване под наем. По тази причина те няма как да публикуват в ценовите си листи пълния списък на автомобилите в наличност. Това налага въвеждането на система за класификация на автомобилите под наем. Организацията, стандартизираща класовете автомобили под наем, е Association of Car Rental Industry Systems Standards (ACRISS). Членове на ACRISS са Avis, Budget, Alamo, Europcar, Hertz, Sixt и National. Много други компании за коли под наем също използват този стандарт за кодиране на автомобили.
Кодът е от четири букви, всяка от които показва определени характеристики на превозното средство.
- Първата буква описва категорията на колата – от „мини“ (М), през „стандартен“ (S) до „специален“ (Х), разделени в общо 14 групи. Освен по размера на автомобила е въведена и категорията „Elite“, с която се разграничават стандартни и високо специализирани или луксозни модели с подобни размери.
- Втората буква от кода се отнася до типа автомобил – брой врати, дали е спортен, SUV, пикап, камион, кемпер и т.н. в общо 22 категории.
- Третата буква показва типа предавки/задвижване – ръчно или автоматично и наличието на 4х4 в общо 5 класа.
- Четвъртата буква описва вида гориво, ползвано от автомобила (бензин, дизел, хибрид, електромобил, газова уредба), както и наличието на климатизираща система, в общо 18 категории.

Така например:
- IDAR – междинна, 4 врати, автоматична скоростна кутия и климатик (напр. Vauxhall Insignia или Renault Megane Scénic)
- ECMN – икономична, 2/4 врати, ръчна скоростна кутия, без климатик (напр. Ford Fiesta или Opel Corsa)